# What a Man Gotta Do
«What a Man Gotta Do» — песня американской поп-рок группы Jonas Brothers, состоящей из трёх братьев, музыкантов и актёров Кевина Джонаса, Джо Джонаса и Ника Джонаса, вышедшая 17 января 2020 года на лейбле Republic в качестве первого сингла с их грядущего студийного альбома.

## Информация о песне
Группа объявила название и дату выхода песни на сервисе Spotify 14 января 2020 года. 15 января на YouTube появился 6-секундный тизер видеоклипа, а также группа стала публиковать подсказки в виде постеров кинофильмов. В клипе, вышедшем 17 января, участники группы и их супруги воспроизводят сцены из знаменитых фильмов 80-х годов. Ник Джонас и его супруга Приянка Чопра-Джонас снялись в сцене с танцем из фильма Рискованный бизнес, Джо Джонас и Софи Тёрнер сыграли персонажей Дэнни и Сэнди из фильма Бриолин, Кевин Джонас и его жена Даниэль — персонажей из фильма Скажи что-нибудь. Также в качестве камео в клипе появился Мэттью Модайн, сыгравший главную роль в фильме Цельнометаллическая оболочка. Режиссёром клипа стал Джозеф Кан.
Положительный отзыв о песне и видеоклипе был опубликован в издании Billboard.

## Позиции в чартах
| Чарт (2020)                       | Наивысшая позиция |
| --------------------------------- | ----------------- |
| Канада (Billboard CHR/Top 40)     | 47                |
| Канада (Billboard Hot AC)         | 50                |
| Нидерланды (Dutch Tipparade)      | 30                |
| США (Billboard Adult Pop Airplay) | 27                |
| США (Billboard Pop Airplay)       | 30                |

## Хронология издания
| Страна         | Дата           | Формат                         | Лейбл     | Ссылка |
| -------------- | -------------- | ------------------------------ | --------- | ------ |
| Мир            | 17 января 2020 | Цифровая дистрибуция, стриминг | Republic  |        |
| Австралия      | 17 января 2020 | радио                          | Universal | [ 13 ] |
| Великобритания | 18 января 2020 | радио                          | Island    | [ 14 ] |
| США            | 20 января 2020 | Hot/Modern/AC радио            | Republic  | [ 15 ] |
| США            | 21 января 2020 | радио                          | Republic  | [ 16 ] |